# 소차 쿠삭
소차 쿠삭(Sorcha Cusack, 1949년 4월 9일 ~ )은 아일랜드의 배우이다.
더블린에서 태어났다.

## 방송
- 파더 브라운 시즌5
- 파더 브라운 시즌4
- 리버
- 파더 브라운 시즌3
- 파더 브라운 시즌2

## 영화
- 파더 브라운 시즌3 (2015년)
- 리버: 시즌1 (2015년) - 브라이디 역
- 파더 브라운 시즌2 (2014년)
- 파더 브라운 시즌1 (2013년)
- 로스트 크리스마스 (2011년) - 난 역
- 스내치 (2000년)
- 캐주얼티 (1986년)
- 미세스 엠마 (1986년)
- 엔젤 (1982년)
- 코로네이션 스트리트 (1960년)